# Rosenbach/Vogtl.
Rosenbach/Vogtl. ist eine Gemeinde im sächsischen Vogtlandkreis, die am 1. Januar 2011 durch den freiwilligen Zusammenschluss der Gemeinden Leubnitz, Mehltheuer und Syrau gebildet worden ist. Die drei Gemeinden waren bereits vor der Fusion im Verwaltungsverband Rosenbach miteinander verbunden. Benannt ist die Gemeinde nach dem Rosenbach, einem Nebenfluss der Weißen Elster. Die Abkürzung „Vogtl.“ im Ortsnamen steht für „Vogtland“.

## Geographie

### Gemeindegliederung
Die Gemeinde besteht aus drei Ortschaften mit insgesamt 13 Ortsteilen. Die Ortschaften sind dabei die drei ehemals selbstständigen Gemeinden.
- Leubnitz
  - Demeusel
  - Rößnitz
  - Rodau
  - Schneckengrün
- Mehltheuer
  - Drochaus
  - Fasendorf
  - Oberpirk
  - Schönberg
  - Unterpirk
- Syrau
  - Fröbersgrün

### Nachbargemeinden
| Stadt Pausa-Mühltroff im Vogtlandkreis | Stadt Zeulenroda-Triebes im Landkreis Greiz | Stadt Greiz im Landkreis Greiz |
| Stadt Tanna im Saale-Orla-Kreis        | Kompassrose, die auf Nachbargemeinden zeigt | Stadt Plauen im Vogtlandkreis  |
|                                        | Gemeinde Weischlitz im Vogtlandkreis        |                                |

### Eingemeindungen
| Ehemalige Gemeinde | Datum          | Anmerkung                     |
| ------------------ | -------------- | ----------------------------- |
| Demeusel           | 1. Januar 1974 | Eingemeindung nach Rodau      |
| Drochaus           | 1. Januar 1974 | Eingemeindung nach Mehltheuer |
| Fasendorf          | 1. Januar 1974 | Eingemeindung nach Mehltheuer |
| Fröbersgrün        | 1. Januar 1994 | Eingemeindung nach Syrau      |
| Leubnitz           | 1. Januar 2011 |                               |
| Mehltheuer         | 1. Januar 2011 |                               |
| Oberpirk           | 1. Januar 1974 | Eingemeindung nach Mehltheuer |
| Rodau              | 1. Januar 1999 | Eingemeindung nach Leubnitz   |
| Rößnitz            | 1. Januar 1999 | Eingemeindung nach Leubnitz   |
| Schneckengrün      | 1. Januar 1999 | Eingemeindung nach Leubnitz   |
| Schönberg          | 1. Januar 1999 | Eingemeindung nach Mehltheuer |
| Syrau              | 1. Januar 2011 |                               |
| Unterpirk          | 1. Januar 1974 | Eingemeindung nach Mehltheuer |

## Politik

### Gemeinderat
In den Gemeinderat der neu gebildeten Gemeinde wurden zum 1. Januar 2011 je sechs Gemeinderäte der drei bisher selbständigen Gemeinden entsandt. Damit bestand der Gemeinderat aus 18 Mitgliedern.
Seit der Gemeinderatswahl am 9. Juni 2024 hat der Gemeinderat nur noch 16 Sitze. Diese verteilen sich folgendermaßen auf die einzelnen Gruppierungen:
- Gemeinsame Liste für Rosenbach e. V. (GLR): 10 Sitze
- Aktiv und Bürgernah für Rosenbach (ABR): 3 Sitze
- AfD: 3 Sitze

Die einzige Frau im Rat wurde über die Liste der AfD gewählt.
| Gemeinderat ab 2024Insgesamt 16 Sitze - GLR: 10 - ABR: 3 - AfD: 3 | Wahlvorschlag                               | 2024   | 2024   | 2019   | 2019   | 2014   | 2014   | Gemeinderatswahl 2024Wahlbeteiligung: 73,3 % (2019: 67,3 %) %6050403020100 59,8 %21,5 %18,7 % GLRABRAfD |
| Gemeinderat ab 2024Insgesamt 16 Sitze - GLR: 10 - ABR: 3 - AfD: 3 | Wahlvorschlag                               | Sitze  | in %   | Sitze  | in %   | Sitze  | in %   | Gemeinderatswahl 2024Wahlbeteiligung: 73,3 % (2019: 67,3 %) %6050403020100 59,8 %21,5 %18,7 % GLRABRAfD |
| Gemeinderat ab 2024Insgesamt 16 Sitze - GLR: 10 - ABR: 3 - AfD: 3 | Gemeinsame Liste für Rosenbach/Vogtl. e. V. | 10     | 59,8   | –      | –      | –      | –      | Gemeinderatswahl 2024Wahlbeteiligung: 73,3 % (2019: 67,3 %) %6050403020100 59,8 %21,5 %18,7 % GLRABRAfD |
| Gemeinderat ab 2024Insgesamt 16 Sitze - GLR: 10 - ABR: 3 - AfD: 3 | Aktiv und Bürgnah für Rosenbach             | 3      | 21,5   | –      | –      | –      | –      | Gemeinderatswahl 2024Wahlbeteiligung: 73,3 % (2019: 67,3 %) %6050403020100 59,8 %21,5 %18,7 % GLRABRAfD |
| Gemeinderat ab 2024Insgesamt 16 Sitze - GLR: 10 - ABR: 3 - AfD: 3 | AfD                                         | 3      | 18,7   | –      | –      | –      | –      | Gemeinderatswahl 2024Wahlbeteiligung: 73,3 % (2019: 67,3 %) %6050403020100 59,8 %21,5 %18,7 % GLRABRAfD |
| Gemeinderat ab 2024Insgesamt 16 Sitze - GLR: 10 - ABR: 3 - AfD: 3 | Freie Wähler                                | –      | –      | 5      | 31,0   | 6      | 33,5   | Gemeinderatswahl 2024Wahlbeteiligung: 73,3 % (2019: 67,3 %) %6050403020100 59,8 %21,5 %18,7 % GLRABRAfD |
| Gemeinderat ab 2024Insgesamt 16 Sitze - GLR: 10 - ABR: 3 - AfD: 3 | Gemeinsame Liste der Ortsteile Mehltheuer   | –      | –      | 5      | 26,7   | 6      | 31,5   | Gemeinderatswahl 2024Wahlbeteiligung: 73,3 % (2019: 67,3 %) %6050403020100 59,8 %21,5 %18,7 % GLRABRAfD |
| Gemeinderat ab 2024Insgesamt 16 Sitze - GLR: 10 - ABR: 3 - AfD: 3 | Liste der Vereine Leubnitz                  | –      | –      | 5      | 27,7   | 4      | 21,8   | Gemeinderatswahl 2024Wahlbeteiligung: 73,3 % (2019: 67,3 %) %6050403020100 59,8 %21,5 %18,7 % GLRABRAfD |
| Gemeinderat ab 2024Insgesamt 16 Sitze - GLR: 10 - ABR: 3 - AfD: 3 | Liste Rodauer Vereine                       | –      | –      | 1      | 8,2    | 1      | 10,0   | Gemeinderatswahl 2024Wahlbeteiligung: 73,3 % (2019: 67,3 %) %6050403020100 59,8 %21,5 %18,7 % GLRABRAfD |
| Gemeinderat ab 2024Insgesamt 16 Sitze - GLR: 10 - ABR: 3 - AfD: 3 | Bürgerliste Drochaus                        | –      | –      | –      | 3,4    | –      | –      | Gemeinderatswahl 2024Wahlbeteiligung: 73,3 % (2019: 67,3 %) %6050403020100 59,8 %21,5 %18,7 % GLRABRAfD |
| Gemeinderat ab 2024Insgesamt 16 Sitze - GLR: 10 - ABR: 3 - AfD: 3 | SPD                                         | –      | –      | –      | 3,1    | –      | –      | Gemeinderatswahl 2024Wahlbeteiligung: 73,3 % (2019: 67,3 %) %6050403020100 59,8 %21,5 %18,7 % GLRABRAfD |
| Gemeinderat ab 2024Insgesamt 16 Sitze - GLR: 10 - ABR: 3 - AfD: 3 | FDP                                         | –      | –      | –      | –      | –      | 3,1    | Gemeinderatswahl 2024Wahlbeteiligung: 73,3 % (2019: 67,3 %) %6050403020100 59,8 %21,5 %18,7 % GLRABRAfD |
| Gemeinderat ab 2024Insgesamt 16 Sitze - GLR: 10 - ABR: 3 - AfD: 3 | Wahlbeteiligung                             | 73,3 % | 73,3 % | 67,3 % | 67,3 % | 53,9 % | 53,9 % | Gemeinderatswahl 2024Wahlbeteiligung: 73,3 % (2019: 67,3 %) %6050403020100 59,8 %21,5 %18,7 % GLRABRAfD |

### Bürgermeister
Bis zur Wahl eines hauptamtlichen Bürgermeisters führte der bisherige Leiter des Verwaltungsverbands, Thomas Meinel, als Amtsverweser die Geschäfte.
Die Wahl des Bürgermeisters fand am 17. April 2011 statt. Dabei traten die drei Bürgermeister der bisher selbständigen Gemeinden an. Bei der Wahl errang der bisherige Syrauer Bürgermeister Achim Schulz (FDP) 42,93 % der Stimmen, die bisherige Bürgermeisterin Mehltheuers, Kerstin Steinbach (CDU), kam auf 28,96 % und der ehemalige Leubnitzer Bürgermeister Eberhard Prager (parteilos) konnte 28,1 % der Stimmen auf sich vereinen. Die Wahlbeteiligung lag bei 61,59 %.
Da bei dieser Wahl keiner der drei Kandidaten die absolute Mehrheit erhielt, musste die Wahl am 8. Mai wiederholt werden. Aus dieser Wahl ging Achim Schulz mit 62,77 % der Stimmen als Sieger hervor. 37,23 % der Wähler votierten für die Konkurrentin Kerstin Steinbach. Eberhard Prager war nicht mehr angetreten. Die Wahlbeteiligung ging auf 44,75 % zurück.
Bei der Bürgermeisterwahl 2018 setzte sich Michael Frisch im zweiten Wahlgang durch. Er wurde 2025 ohne Gegenkandidat wiedergewählt. Er erhielt 98,1 % der Stimmen.
| Wahl                                                      | Bürgermeister  | Vorschlag | Wahlergebnis (in %) |
| --------------------------------------------------------- | -------------- | --------- | ------------------- |
| 2025                                                      | Michael Frisch | Frisch    | 98,1                |
| 2018                                                      | Michael Frisch | Frisch    | 48,2                |
| 2011                                                      | Achim Schulz   | FDP       | 62,8                |
| Neugründung (vorherige siehe Leubnitz, Mehltheuer, Syrau) |                |           |                     |

### Wappen
| Wappen von Rosenbach/Vogtl. | Blasonierung: „Wappen geteilt und oben gespalten; oben rechts in Blau eine silberne Windmühle, oben links in Schwarz ein rotgezungter und rotbewehrter goldener aufrechter Löwe, unten in Silber über blauem Wellenbalken 3 rote Rosen nebeneinander mit goldenen Butzen und grünen Kelchblättern.“ |
| Wappen von Rosenbach/Vogtl. | Wappenbegründung: Die Gemeinde Rosenbach im Vogtlandkreis in Sachsen führt seit 2024 ein offizielles Wappen, dessen Entstehung und Gestaltung die jüngere Geschichte der Gemeinde widerspiegelt. Rosenbach entstand am 1. Januar 2011 durch den freiwilligen Zusammenschluss der Gemeinden Leubnitz, Mehltheuer und Syrau und führte zunächst kein eigenes Wappen. Im Jahr 2021 initiierte die Gemeindeverwaltung einen Bürgerbeteiligungsprozess zur Schaffung eines Gemeindewappens, der Vorschläge aus der Bürgerschaft, eine Vorauswahl durch den Gemeinderat und eine Bürgerabstimmung über die ausgewählten Entwürfe umfasste. Das siegreiche Wappendesign, das nach heraldischen Regeln überarbeitet wurde, zeigt im oberen rechten blauen Feld eine Mühle als Symbol für die Holländerwindmühle Syrau, im oberen linken schwarzen Feld den Vogtländischen Löwen als Verweis auf die Vögte und in der unteren Hälfte auf silbernem Grund einen blauen Wellenschnitt mit drei darüber liegenden Rosen, wobei die Dreiteilung des Wappens die Gründung der Einheitsgemeinde aus drei ursprünglichen Gemeinden symbolisiert. Nach Überarbeitung und einer Änderung (statt mit einer Rose belegtem blauen Wellenbalken drei Rosen über einem blauen Wellenschnitt) wurde das Wappen 2024 durch das Hauptstaatsarchiv und die Rechtsaufsichtsbehörde genehmigt und anschließend vom Gemeinderat angenommen. |

## Öffentlicher Nahverkehr
In der Gemeinde Rosenbach liegen drei Bahnhöfe an der Bahnstrecke Leipzig–Hof: Der Bahnhof Mehltheuer, der Bahnhof Schönberg sowie der Haltepunkt Syrau. Mehltheuer und Syrau werden im Zweistundentakt von der RB5 der Vogtlandbahn nach Plauen und Falkenstein angefahren. Die Bahnstrecke Werdau–Weida–Mehltheuer zweigt in Mehltheuer von der Bahnstrecke Leipzig–Hof ab und wird heute als RB13 von der Erfurter Bahn von Leipzig und Gera nach Hof bedient. Die Züge halten in Mehltheuer und Schönberg. Am Bahnhof Schönberg zweigen die Bahnstrecken Schönberg–Schleiz und Schönberg–Hirschberg von der Bahnstrecke Leipzig–Hof ab, auf denen zurzeit kein regelmäßiger Verkehr besteht.
Rosenbach wird außerdem von mehreren vertakteten Buslinien des Verkehrsverbunds Vogtland angefahren. Die Linie 41 besitzt in Mehltheuer Anschluss zu den Zügen nach Leipzig und Falkenstein. Die Linien 41 und 42 bilden zusammen einen Stundentakt zwischen Zeulenroda und Pausa

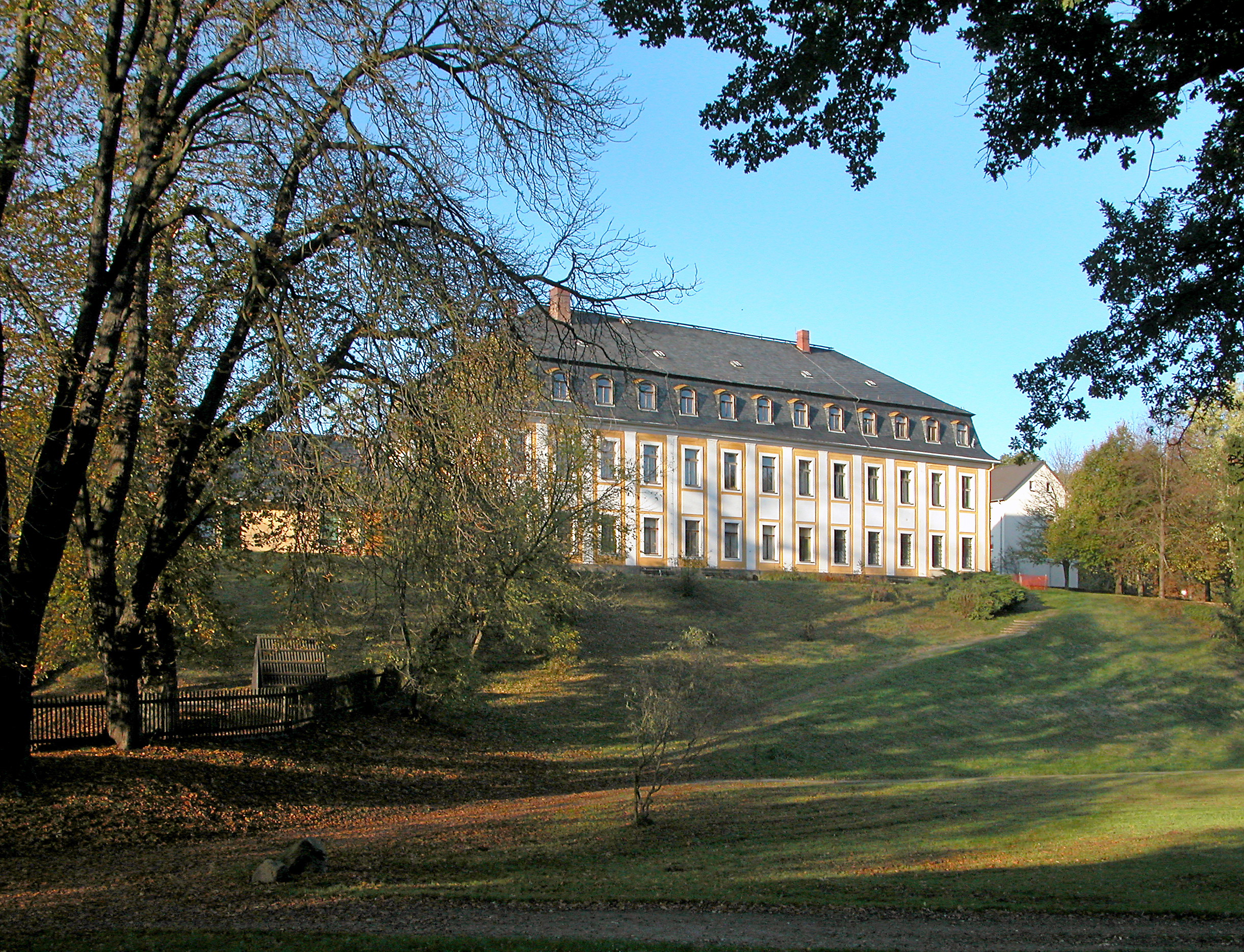
Schloss Leubnitz

Stand: 13. Februar 2022
| Linie | Endpunkte               | Verlauf                                  | Verkehrsunternehmen     | Klassifizierung |
| ----- | ----------------------- | ---------------------------------------- | ----------------------- | --------------- |
| 41    | Zeulenroda ↔ Mehltheuer | Pausa – Mühltroff – Schönberg – Leubnitz | Plauener Omnibusbetrieb | TaktBus         |
| 42    | Zeulenroda ↔ Plauen     | Pausa – Mehltheuer – Syrau               | Plauener Omnibusbetrieb | TaktBus         |
| 44    | Kornbach ↔ Mehltheuer   | Demeusel – Drochaus                      | Plauener Omnibusbetrieb | RufBus          |
| 46    | Syrau ↔ Fröbersgrün     |                                          | Plauener Omnibusbetrieb | RufBus          |
| 143   | Plauen ↔ Schleiz        | Syrau – Mehltheuer – Mühltroff           | KomBus                  |                 |

## Sehenswürdigkeiten
In Leubnitz gibt es ein frühklassizistisches Schloss aus dem Jahr 1794, das auf dem Gelände eines ehemaligen Rittergutes gebaut wurde.
In Syrau gibt es die letzte Windmühle des Vogtlandes. Es ist eine Turmholländer-Windmühle, die in der jetzigen Form im Jahr 1887 erbaut wurde und heute ein technisches Museum ist.
Ebenso befindet sich in Syrau die Drachenhöhle Syrau, die einzige Sächsische Schauhöhle.

### Naturschutz
- Siehe auch: Liste der Naturdenkmale in Rosenbach/Vogtl.